# One Second (film)
Pour plus de détails, voir Fiche technique et Distribution.
One Second (一秒钟, Yī miǎo zhōng) est un film chinois réalisé par Zhang Yimou, sorti en 2020.
C'est l'adaptation d'un roman de Geling Yan.

## Fiche technique
Sauf indication contraire, les informations mentionnées dans cette section peuvent être confirmées par la base de données cinématographiques IMDb,  présente dans la section « Liens externes ».
- Titre original : 一秒钟, Yī miǎo zhōng
- Titre français : One Second
- Réalisation : Zhang Yimou
- Scénario : Zhang Yimou et Zou Jingzhi
- Direction artistique : Lin Chaoxiang
- Photographie : Zhao Xiaoding
- Montage : Du Yuan
- Musique : Loudboy
- Pays d'origine : Chine
- Format : Couleurs - 2,35:1 - Dolby Digital
- Genre : drame, historique
- Durée : 104 minutes
- Date de sortie :
  - Chine : 27 novembre 2020

## Distribution
- Zhang Yi : le fugitif
- Liu Haocun : Liu, l'orphelin
- Fan Wei : monsieur Movie

## Distinction

### Sélection
- Festival international du film de Toronto 2021 : film de clôture
- Festival international du film de Saint-Sébastien 2021 : en compétition